# STAR, le vélo
STAR, le vélo est le système de vélos en libre-service mis en place par Rennes Métropole. Sa mise en service a lieu le 22 juin 2009 sous le nom LE vélo STAR, avec plusieurs stations implantées sur la commune de Rennes. Ce système est le second adopté par la ville après le Vélo à la carte qui a été le premier système de vélopartage moderne français (en service du 6 juin 1998 au 10 mai 2009).
STAR le vélo propose également une offre de location longue durée. Via ce service, Rennes Métropole met à disposition des habitants des vélos à assistance électrique pour une durée d'un an ou deux ans, avec la possibilité d'acheter le vélo à un tarif préférentiel à la fin de la location.
En 2015, l'offre libre service de plus de 900 vélos totalise 7 600 adhérents annuels et 2 000 à 2 500 déplacements quotidiens. Les adhésions au libre service stagnent, les habitants optant de plus en plus pour l'offre de location longue durée : la ville loue actuellement plus de 300 vélos et 80 % des utilisateurs achètent le vélo à la fin de la location.
Le système est réorganisé en 2018, avec une flotte renouvelée mais réduite à 650 vélos, et prend son nom actuel.

## Histoire

### Le vélo à la carte (1998 - 2009)

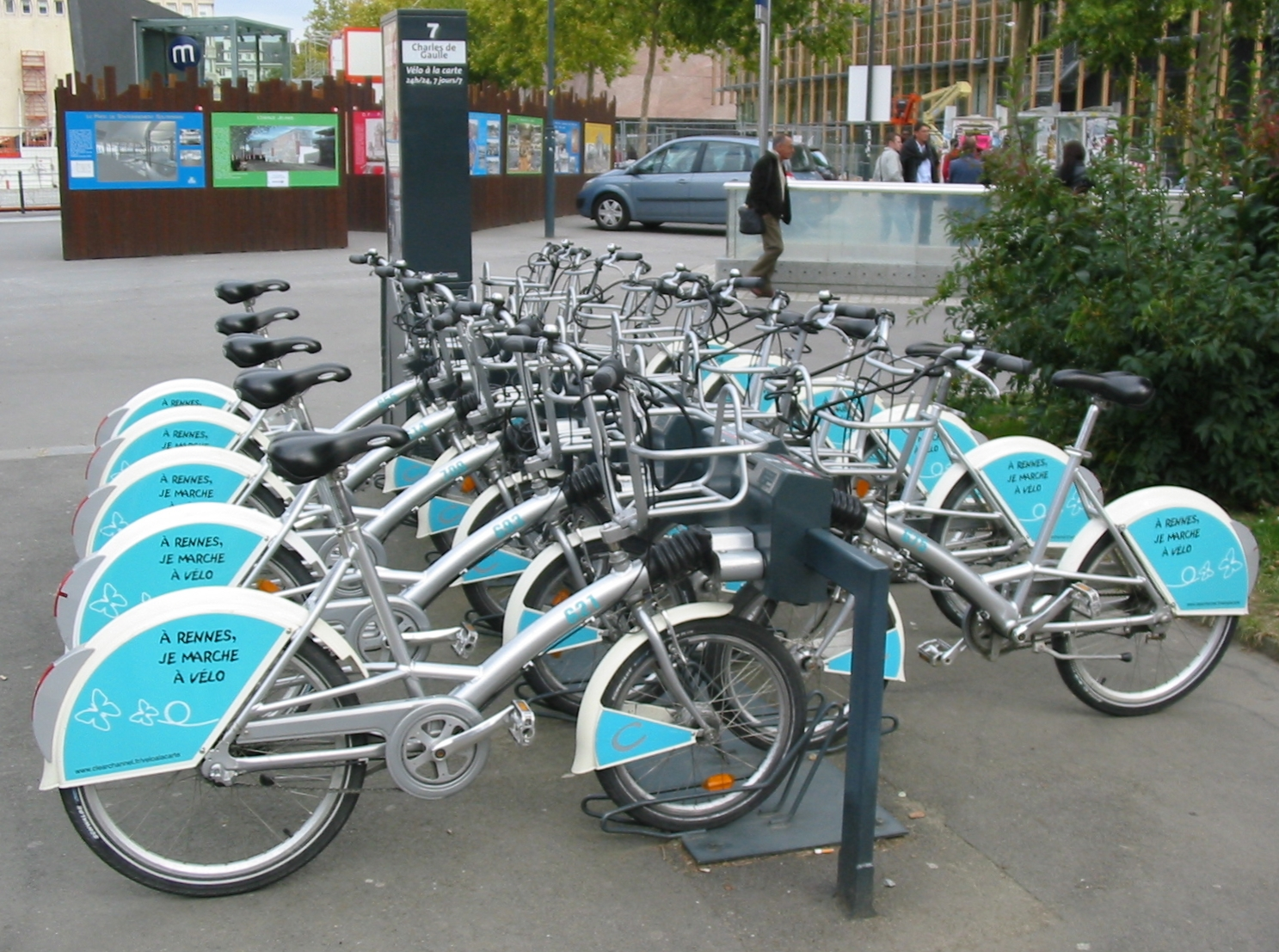
Le vélo à la carte, le précurseur.

En France, les « vélos jaunes », mis à disposition par la municipalité de La Rochelle et son maire Michel Crépeau dès 1974, sont souvent considérés comme les premiers « vélos en libre-service ». Rennes se dote de son propre service le 6 juin 1998 baptisé « Vélo à la carte », exploité par le groupe Clear Channel. À la différence de son homologue rochellais et des services existants dans d'autres pays, le système rennais est entièrement informatisé, ce qui constitue une première mondiale, cette innovation permettant, grâce à la carte d'accès de l'utilisateur, d'optimiser la répartition des vélos entre les stations et d'éviter d'avoir des stations complètement vides (chaque station disposant de 12 emplacements). Un camion aménagé s'occupe de répartir les vélos et trois techniciens (plus un manager) s'occupent de leur entretien,.
L'exploitant du vélo à la carte, Adshell, est récompensé par le prix du « Vélo d'Or » en 1998 pour « [son] action en faveur de la promotion de l'usage du vélo », ainsi que la mention « vélo » du prix Ademe/GART.
Le service propose à son lancement 200 vélos répartis dans 25 stations à Rennes et est gratuit (moyennant une caution de 23 €) et accessible tous les jours à n'importe quelle heure, l'utilisateur devant toutefois demander une carte d'accès aux services municipaux de la ville,. La durée d'utilisation maximale du service est de deux heures consécutives et permet d'emprunter et de reposer le vélo dans n'importe quelle station. En cas de dépassement, la carte était bloquée. Si le vélo n'était pas rendu, la caution était alors encaissée.
Sur les 2500 premières cartes d'accès délivrées, leur répartition est la suivante : 1320 utilisateurs résidant à Rennes, 280 utilisateurs résidant dans les communes de Rennes Métropole et 400 étudiants. Le taux de satisfaction atteint 92 % et 46 % des utilisateurs l'empruntent de façon régulière ; 63 000 voyages ont été enregistrés en 2004. Les vélos sont principalement utilisés pour faire du shopping (27 %), pour aller au travail (24 %), pour les loisir (22 %) ou aller à l'université (15 %).
La fourniture, la gestion et l'entretien du mobilier était intégralement effectuée par la société anglaise Adshell, filiale de Clear Channel, et chaque station était équipée d'un panneau publicitaire, mais la municipalité a rapidement interdit cet usage.
Les vélos, construits par les cycles Peugeot puis par Décathlon, sont d'une conception singulière avec notamment une roue avant de 20 pouces et une roue arrière de 26 pouces. Les vélos étaient lourds (plus de 20 kg) et avaient un poids réparti à l'avant à cause du système d'accroche aux bornes. Chaque vélo est emprunté six fois par jour en centre-ville.
Une partie (20 %) de la flotte est renouvelée en 2004 ; en tout, trois générations ont été utilisées. En onze ans, le vélo à la carte a été utilisé par 11 000 abonnés annuels et 3 000 usagers occasionnels environ. À la fin, on recensait 200 utilisations par jour.
En février 2008, la ville annonce que la gestion du service va être transféré à Rennes Métropole afin notamment d'étendre la couverture du service et d'assouplir les conditions d'utilisation, dont la limite d'une carte d'utilisateur par foyer.
Le service est définitivement stoppé le 10 mai 2009 pour laisser place au service actuel.

### LE vélo STAR (2009-2018)

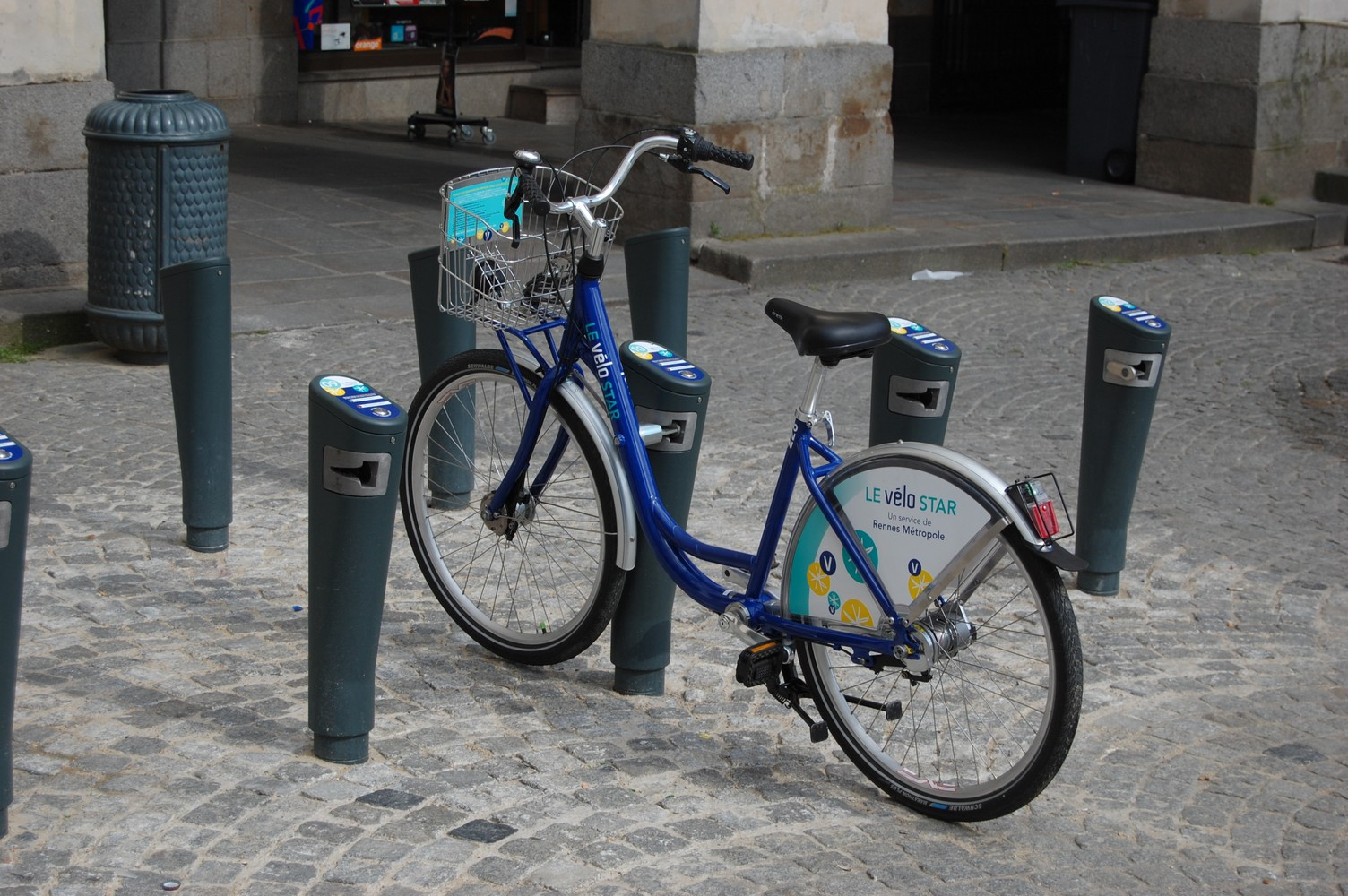
Un vélo ancien modèle à la station Mairie.

Après un mois de transition entre l'ancien et le nouveau système (changement des stations, mise en place des nouveaux vélos, etc.), LE vélo STAR est lancé le 22 juin 2009 avec 500 vélos répartis sur 40 stations, puis 900 vélos et 81 stations dès le mois de septembre. Le nouveau service voit son nombre d'abonnés augmenter rapidement, une hausse de 42 % a été enregistrée sur la seule année 2011, pour un total de 7200 abonnés à la fin de cette même année. En novembre 2011 le service compte 82 stations, ce chiffre monte à 83 en février 2012,. Le système LE vélo, fabriqué par Effia pour Keolis, est baptisé LE vélo STAR (ou Velostar) pour Rennes.
Le 21 juin 2013, un service de location longue durée, trois ou douze mois, est lancé avec trois types de vélos disponibles (classique, pliable ou électrique).
L'avenir du service reste incertain. À l'occasion du renouvellement de la délégation de service public, attribuée à Keolis Rennes depuis l'ouverture du service en 2009, la suppression du service avait été évoquée en raison de son coût important, 2 200 € par an et par vélo pour Rennes Métropole, et de la concurrence du service de location de vélos longue durée de Rennes Métropole, lancé en 2013, qui permet de louer un vélo à assistance électrique pour un an, avec des tarifs préférentiels pour les abonnés au réseau STAR et même d'acheter le vélo au bout d'un an à un tarif très réduit (350 € au lieu de 1 000 €),,. Initialement, 350 vélos étaient proposés à la location longue durée, ce nombre est passé à 1000 en raison de la demande importante et du taux de rachat des vélos à l'issue d'un an de location avoisinant les 80 %.

### STAR, le vélo (depuis 2018)
Dans le cadre de la délégation de service public attribuée à Keolis Rennes pour la période 2018-2024, désormais commune avec le réseau STAR, le service est finalement recentré autour de 55 stations au lieu de 86, implantées dans l'hypercentre, compensé par une hausse du nombre de vélos à assistance électrique proposée à la location longue durée, de 1000 à 1800 vélos. La réduction du nombre de stations s'accompagne de celle du nombre de vélos, réduit de 900 à 650 bicyclettes. À cette occasion, vélos et bornes seront entièrement renouvelés.
Le démontage de la trentaine de stations supprimées débute le 2 juillet 2018 — mais une nouvelle est installée Pont de Strasbourg —, le remplacement des vélos a lieu le 1er septembre suivant. Le nom du service évolue également à cette date pour devenir STAR, le vélo.

## Dispositif
Il n'était pas prévu dans le plan de déploiement initial que tous les quartiers soient desservis : le secteur de La Poterie (quartier Francisco Ferrer-Vern-Poterie) au sud-est de la ville n'était pas desservi par manque de trafic, ce qui ne manque pas de mécontenter certains habitants. Deux stations sont annoncées pour le courant 2010 dans ce quartier.
Les 1 285 vélos prévus pour le 13 septembre 2009, jour de l'inauguration officielle, sont reportés à dans un an, à condition que la fréquentation du dispositif s'avère intéressante. Ce reliquat sera partagé sur la desserte de plusieurs communes de Rennes Métropole : Cesson-Sévigné, Saint-Jacques-de-la-Lande, Chantepie et Saint-Grégoire, initialement envisagée pour septembre. L'offre totale, dans son déploient maximal, sera de 1 285 vélos sur 117 stations. Les communes limitrophes désirant avoir des stations de vélo sur leur territoire ont à prendre en charge la moitié des frais d'implantation. Aucune commune n'a répondu à cette offre.
En 2022, le budget de fonctionnement du service est de 1 million d'euros par an.

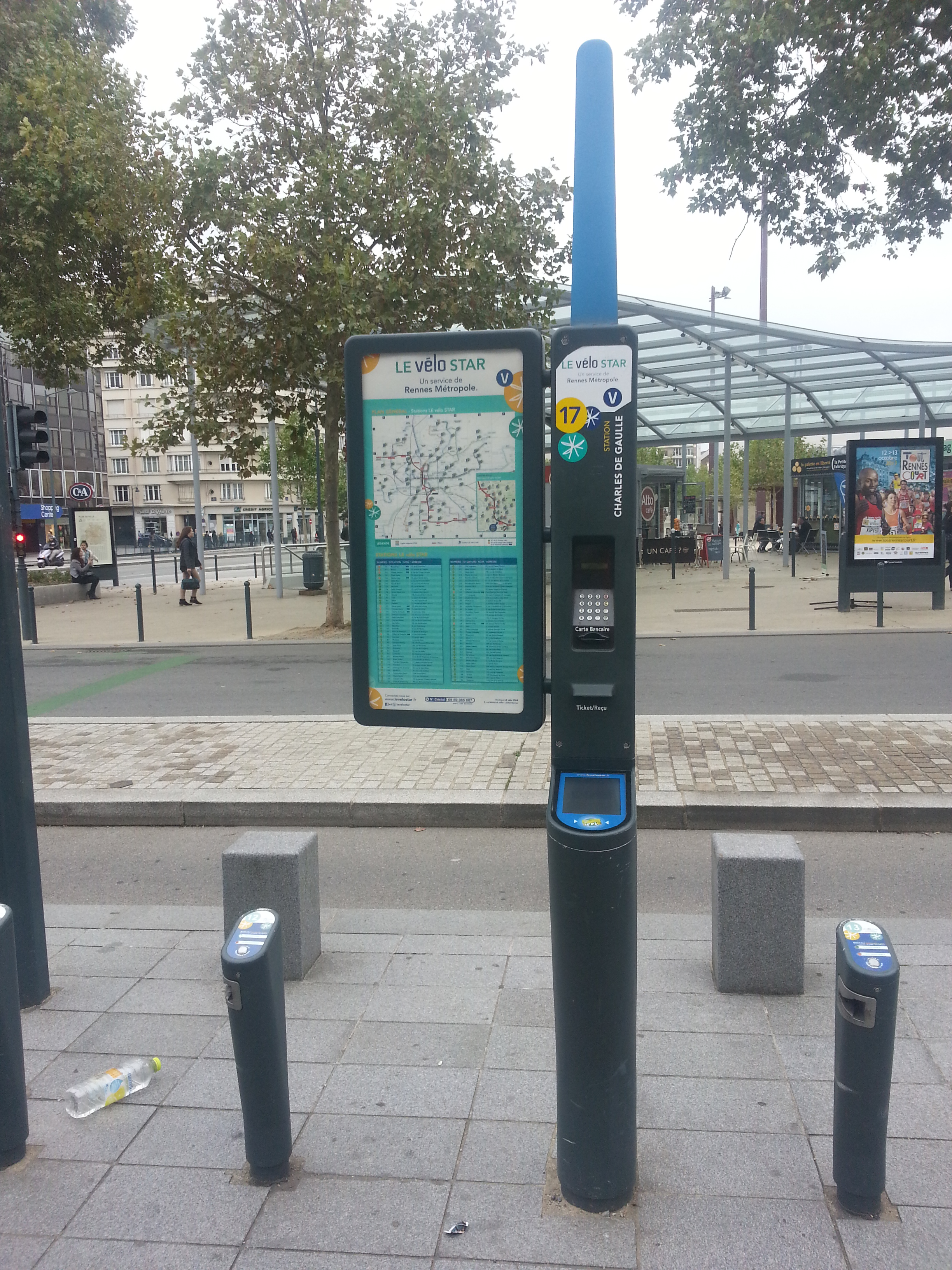
Borne ancien modèle de la station Charles de Gaulle.
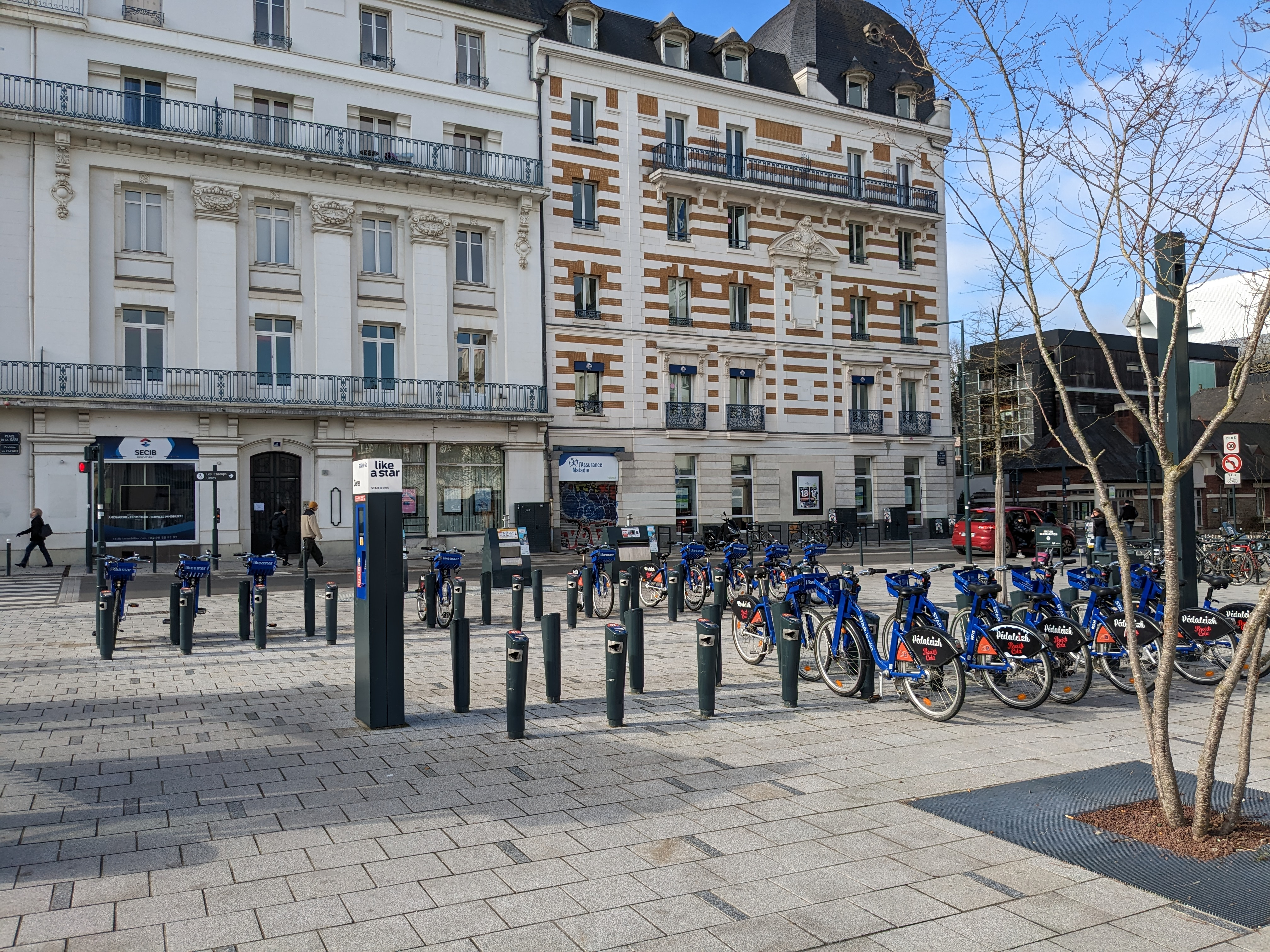
Borne nouveau modèle à la gare de Rennes. Les plots n'ont quant à eux pas changés.
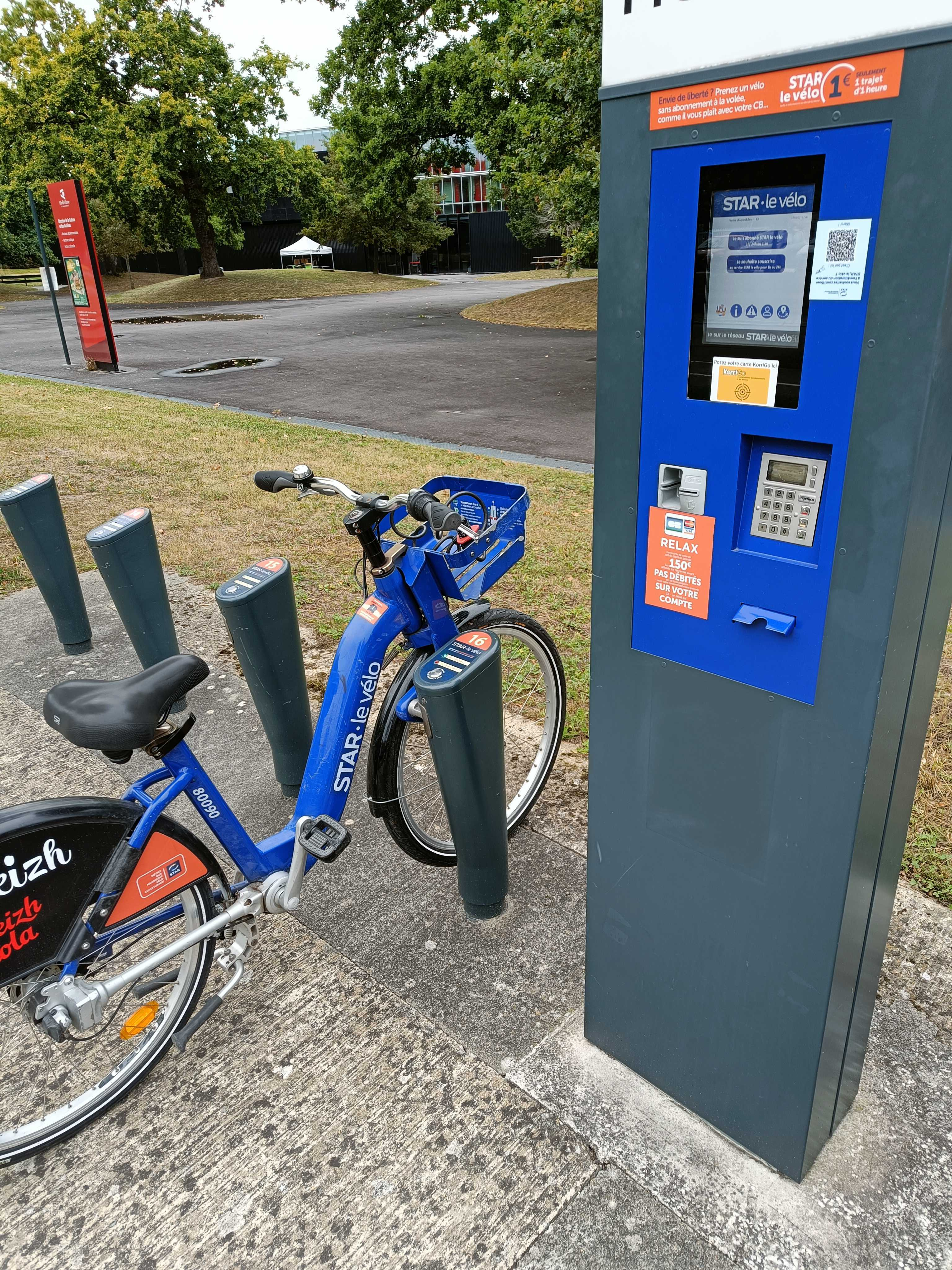
Détail de la borne nouveau modèle, avec le lecteur de carte bancaire

### Fréquentation
Au 10 septembre 2009, 44 756 utilisateurs ont emprunté les vélos, avec une moyenne de 1 000 utilisations par jour, soit moins que les 2 900 utilisations/jour prévus. Cela est du, d'après Rennes Métropole, au fait que le dispositif ait été déployé à la veille des vacances scolaires et que toutes les stations n'aient pas encore été livrées : 40 stations en juin, 77 à la fin de l'été, 80 au jour de l'inauguration (deux manquantes). À cette date, 2 250 personnes sont abonnées à l'année.
Depuis le lancement le nombre d’adhérents est toujours en progression : en juin 2011 le service compte 6 000 adhérents annuels, dont 40 % sont déjà abonnés au bus et au métro. 92 % des emprunts sont effectués avec les cartes KorriGo dont la moitié sont des clients Star. Le même mois, le cap du million d'utilisateurs est franchi. En juin 2012, le service compte plus de 7 400 abonnés annuels
En 2012, le système atteint 910 vélos en circulation répartis dans 83 stations et 7 200 adhérents annuels pour une moyenne de 3 500 déplacements quotidiens,. En 2022, le nombre d'emprunts retrouve ses niveaux pré-pandémie de Covid-19, avec 400 000 emprunts par an, répartis sur les 600 vélos disponible.

### Maintenance

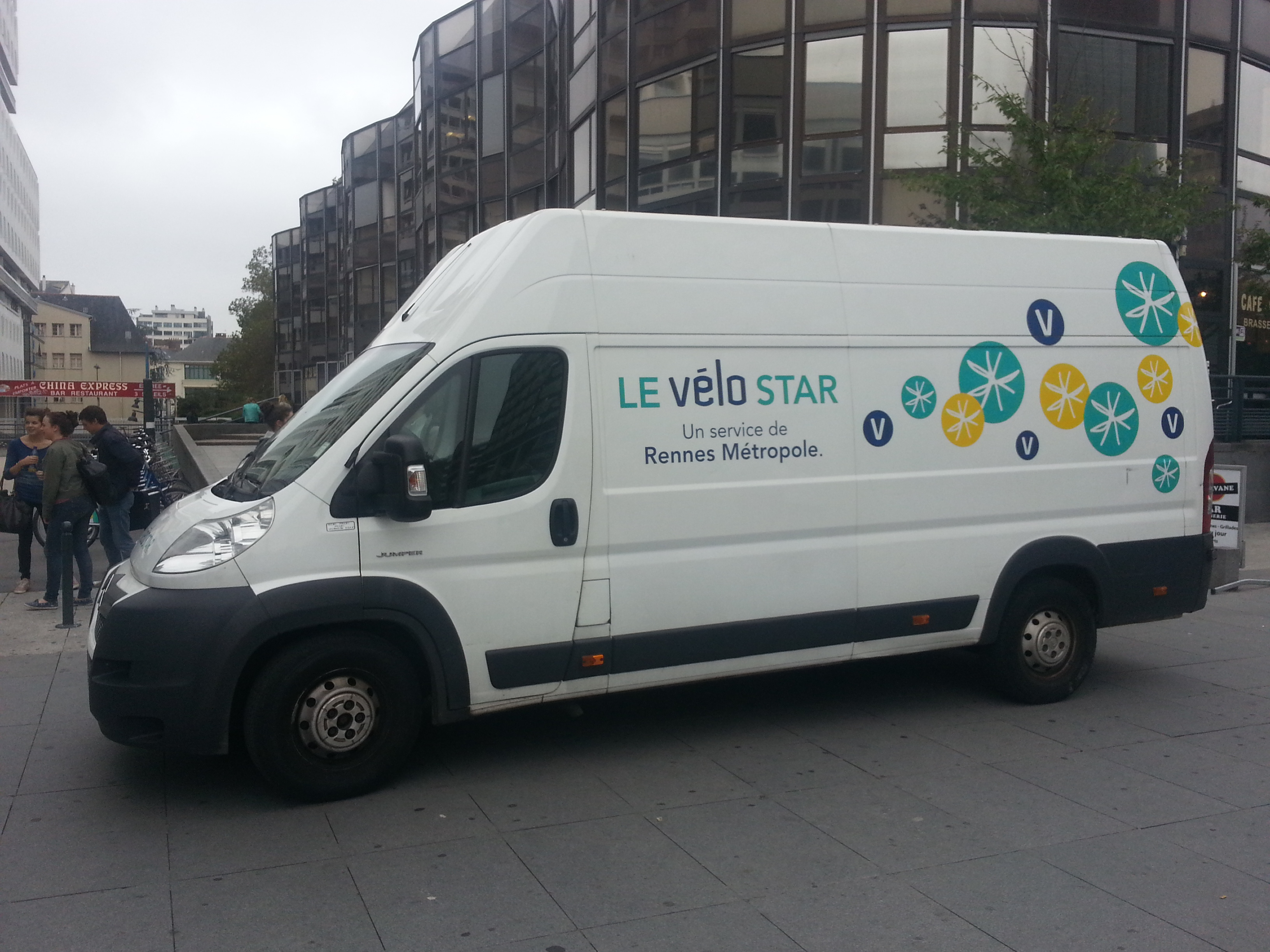
Un Citroën Jumper II destiné à l'entretien du système.

Une dizaine de personnes assurent le fonctionnement du service, répartis entre le personnel de la boutique et les agents chargé de la maintenance des vélos et des stations.

### Stations
En 2017, avant sa réorganisation, le système comportait 86 stations, avec environ 10 à 30 plots par stations ; aucune station n'est à plus de 300 mètres d'une autre en centre-ville. Chaque station comporte une borne permettant de demander la location d'un vélo, d'obtenir des informations sur le service, ou de contacter un conseiller. Les bornes sont équipées, pour les dix plus importantes, d'un terminal de paiement par carte bancaire. Elles ont été primées aux étoiles de l'Observeur du design[Quand ?]. Lors du renouvellement des bornes, prévu dans le cadre de la délégation de service public 2018-2024, les nouvelles bornes seront toutes équipées d'un terminal de paiement par carte bancaire, mais le nombre de stations est réduit à 55.
Les stations Sainte-Anne et République deviennent, en septembre 2019, les deux plus grosses stations avec respectivement 40 et 45 bornettes au lieu de 24 et 30. Deux nouvelles stations sont ouvertes en 2023 et 2024, portant leur nombre à 57. En termes d'emprunt de vélos ce sont, dans l'ordre croissant, Sainte-Anne, Gares et République qui sont sur le podium avec plus de 15 000 emprunts en 2023.
Les points d'attache des vélos reprennent le design général de l'installation. Elles incluent un mécanisme de verrouillage du vélo et un lecteur de carte qui lit les cartes d'abonnement.

### Vélos

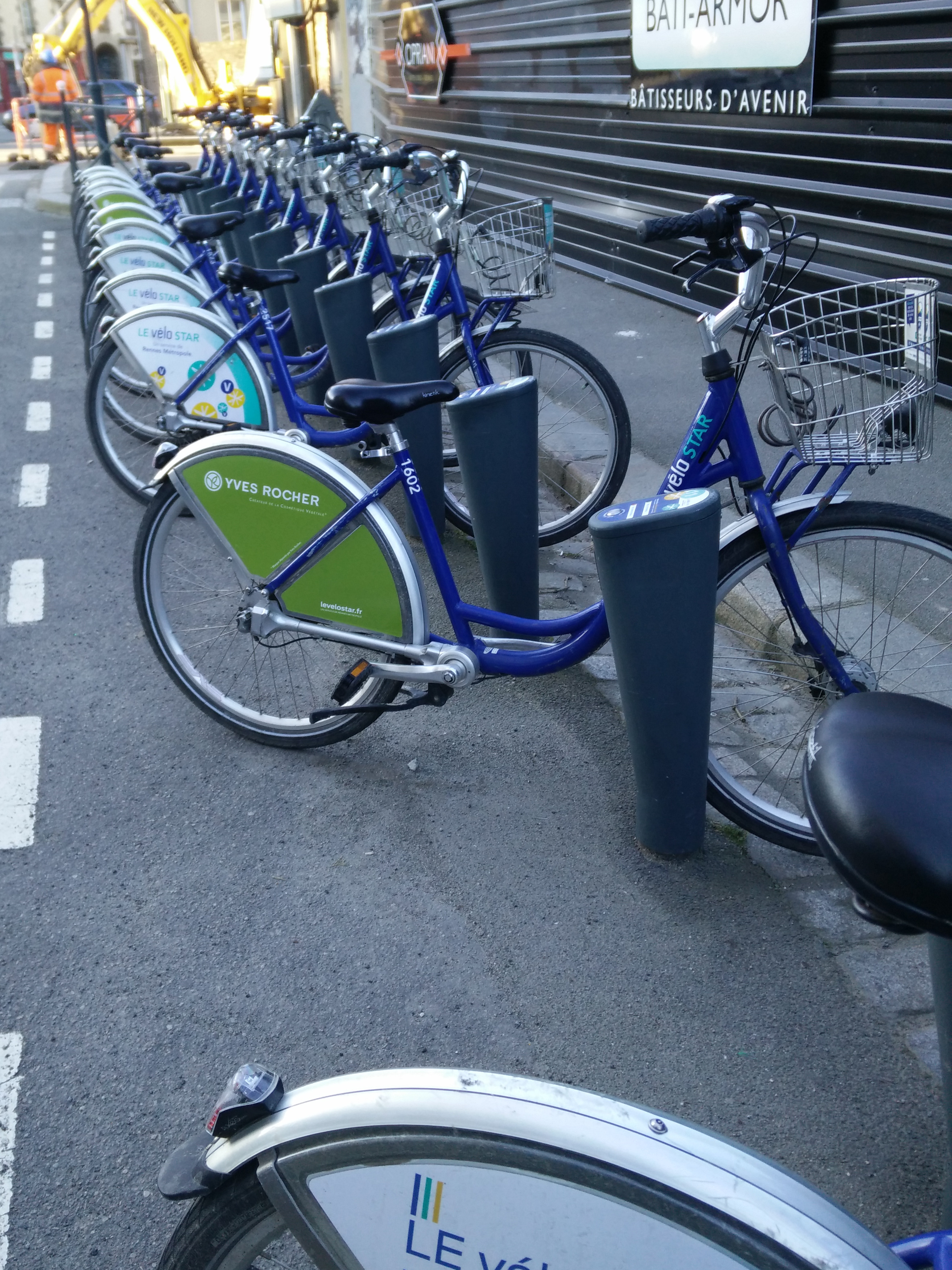
Vélos ancien modèle à la station Hôtel Dieu en mars 2016, dont certains avec la publicité Yves Rocher sur la roue arrière.

Le précédent modèle de vélo, fabriqué par Cycleurope, est constitué d'un cadre ouvert et d'un cintre recourbé, avec des roues de 26 pouces et transmission par cardan (sans chaîne). Il est équipé de frein à tambour, d'un éclairage sur dynamo moyeu, d'un panier métallique de guidon, de garde-boues avant et arrière, d'une béquille centrale double, et de 3 vitesses dans le moyeu arrière. Les pneus sont des Schwalbe Marathon Plus particulièrement résistants aux crevaisons. Il est également fourni avec un anti-vol de type câble. Depuis son ouverture, le service compte 900 vélos, dont une cinquantaine sont quotidiennement en maintenance, opération sous-traitée à la société Irhys.
À partir février 2016, certains vélos arborent de la publicité afin de diversifier les sources de revenus. La publicité se fait via le panneau cachant le haut de la roue arrière et est géré par la start-up EcoVélo, se concentrant sur des partenaires autour du développement durable et le bien-être. Le premier annonceur est le groupe breton Yves Rocher. Ce partenariat rapporte près de 60 000 € à Keolis Rennes.
Cette flotte est remplacée depuis le 1er septembre 2018 par une flotte de vélos plus légers, deux kilos en moins, construits par la société Arcade en Vendée, toujours constituée d'un cadre ouvert, à la forme plus carré, d'un cintre recourbé et toujours d'une transmission par cardan. Le système anti-vol et le panier ont été revus à la suite du retour des utilisateurs.

### Abris à vélos sécurisés
En lien avec le service de location, 17 abris à vélos sécurisés C-Park Vélo (anciennement LE vélo PARK) de 4 à 400 places chacun sont implantés à travers la ville de Rennes, dont aux huit parc relais du réseau STAR (soit les stations de métro Cesson - Viasilva, J.F. Kennedy, La Poterie, Les Gayeulles, Henri Fréville, Saint-Jacques - Gaîté, Villejean - Université et le parking relais Les Préales), dans des parkings publics de la ville ou à des lieux importants comme à l'hôpital de Pontchaillou. Ils sont gérés par Citédia, l'opérateur public des parkings rennais.
L'accès se fait depuis juillet 2019 sur la base d'une adhésion gratuite au service et le chargement d'un doit d'accès sur la carte KorriGo qui sert pour l'ouverture de la porte.
Conçus par la société française Altinnova, les premiers exemplaires ont été installés à partir de 2011.

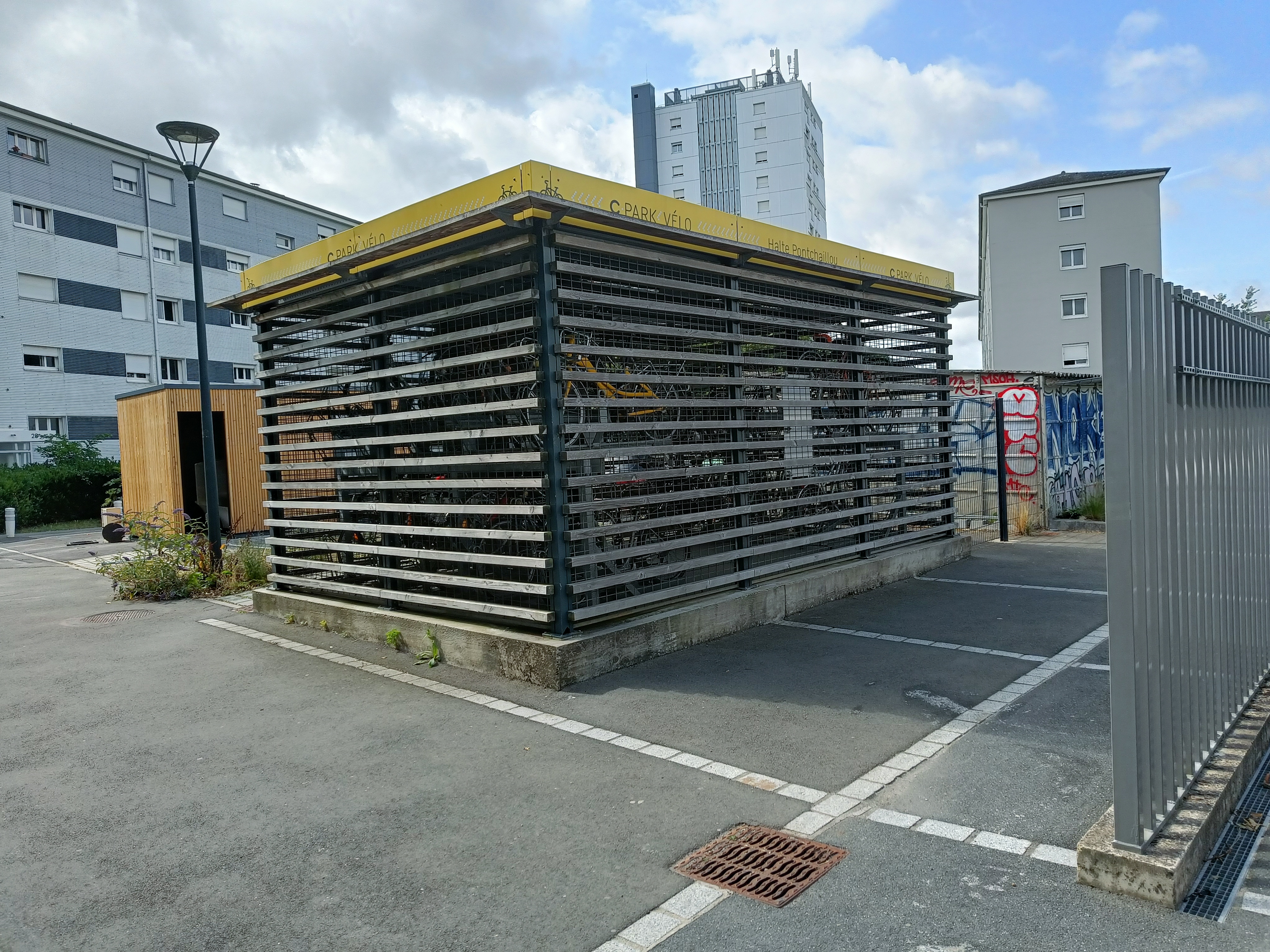
Un C-Park Vélo à proximité de la halte de Pontchaillou.

### L'ouverture des données
Keolis Rennes a ouvert ses données non nominatives et liées au territoire rennais sous une licence Creative Commons, afin que les utilisateurs puissent créer des supports d'information enrichissant le service de base proposé sur Rennes. Il en résulte pour LE vélo STAR des applications mobiles et en ligne variées.

## Modalités de location
La première boutique LE vélo STAR est mise en service le 22 septembre 2010, à proximité de la station de métro République et de l'agence commerciale du STAR. Elle est remplacée le 7 novembre 2017 par la « maison du vélo » située rue du Puits-Mauger, qui déménagera à la gare de Rennes en 2020,.

### Abonnement et tarification

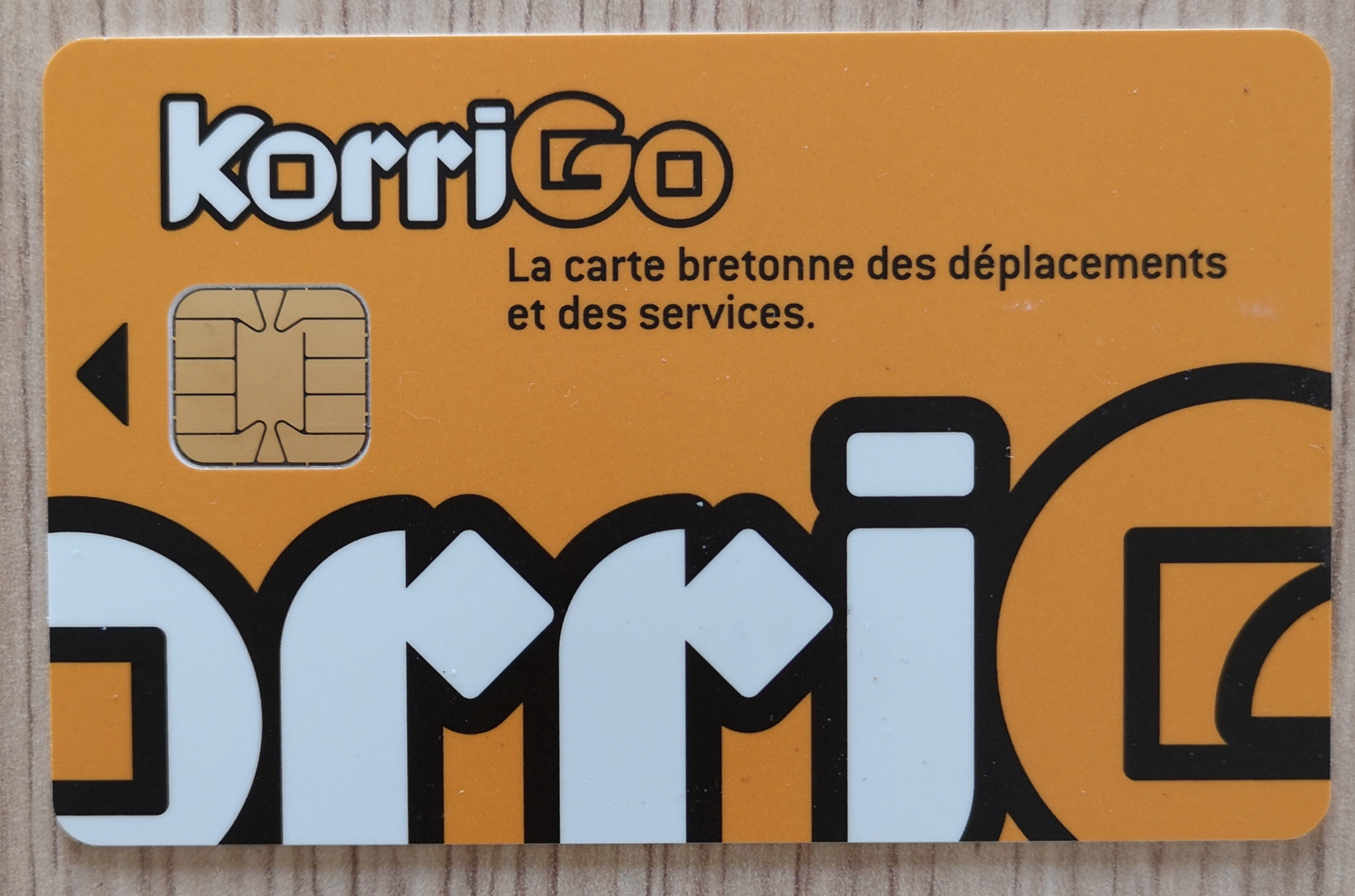
La carte KorriGo.

La carte d'abonnement pour le service est la carte de transport KorriGo,. Le service fonctionne 24h/24 et 7j/7, avec une première heure à 1 € puis un paiement progressif du temps d'utilisation au-delà : + 0,50 € par heure d'emprunt avec un plafond de 4 € par utilisation.
L'abonnement est à 30 ou 50 € par an (30 € pour les abonnés au réseau STAR), la seconde formule offrant une heure de gratuité,. Il est également possible d'utiliser le service sans être abonné : il est possible d'adhérer au service via Internet pour 24 h à 2 €, la tarification est ensuite la même selon le temps d'utilisation.
| Durée | 1 h             | 2 h    | 3 h | 4 h    | 5 h | 6 h    | 7 h | 8 h    | 8 h et plus |
| Tarif | Sans supplément | 0,50 € | 1 € | 1,50 € | 2 € | 2,50 € | 3 € | 3,50 € | 4 €         |

### Vandalisme
Après un bon début au-delà des estimations de fréquentation en septembre et octobre 2009, le service s'est progressivement dégradé lors du dernier trimestre 2009. En effet, sur les 900 vélos du parc, 320 demeurent introuvables et 80 détériorés lourdement ou irréparables. Cela a amené Keolis à commander 400 vélos supplémentaires et à procéder au renforcement des bornes et des anti-vols. Fin janvier 2010, 700 vélos étaient à nouveau en service,.
À l'été 2012, près de 220 à 300 vélos ont été dégradés ou volés et huit stations ont dû être fermées afin de procéder à leur remise en état,. Une quarantaine de personnes a été interpellée par la police entre juillet et septembre,.

### STAR, le vélo dans la culture

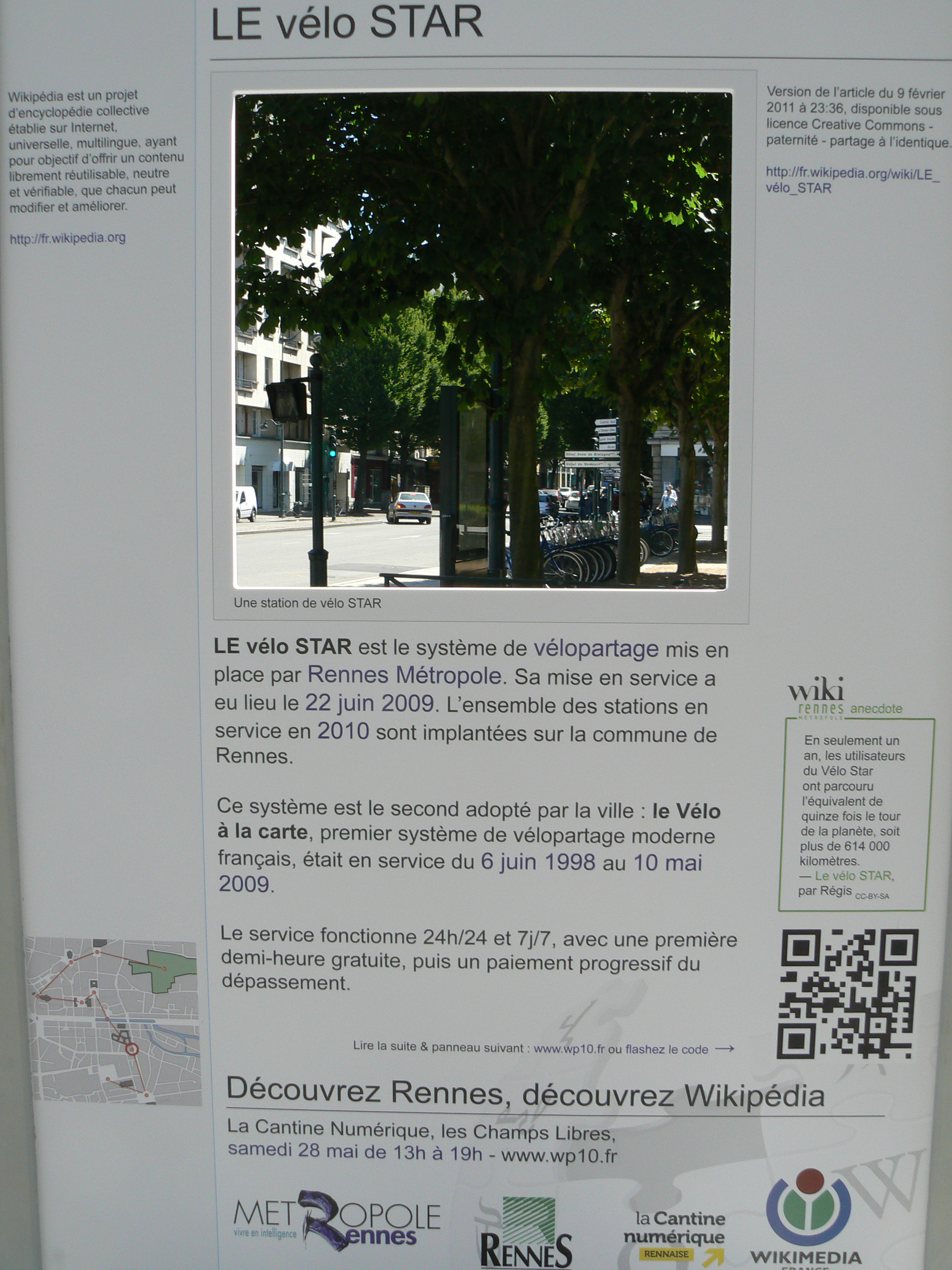
Panneau Wikipédia sur STAR, le vélo.

Lors de l'événement célébrant les dix ans de Wikipédia à Rennes, un panneau consacré au service reprenant une partie du contenu du présent article (dans sa version du 19 février 2011) a été implanté à Rennes, parmi dix panneaux dispersés à travers la ville, entre le 21 et le 28 mai 2011.